# Уилям Менстър
Уилям Дж. Менстър (10 февруари, 1913 - 14 април, 2007) е римокатолически свещеник от Архиепархия Дубьок. Менстър е известен с това, че е първият член на духовенството, който е посетил най-южните ледени земи - Антарктика.
Роден в Каскейд, щата Айова, той е син на Йосиф и Франсис Менстър. Учи в училище „Сейнт Мартин“ в града и колежа „Лоръс“, след което учи за свещеник в семинарията „Св. Богородица“ в Синсинати, Охайо. Ръкоположен е за свещеник на 11 юни 1938 г.
Възложено му е да бъде помощник-пастор на църквата „Sacred Heart“ във Ватерло, Айова. Присъединява се към резервистите на ВМС на САЩ, повишен в звание от 1943 г.
След Втората световна война през 1946 г. на Менстър е възложено участие в операция „Highjump“ — четвъртата експедиция на адмирал Ричард Бърд в Антарктида. Той е назначен на кораба „Mt. Olympus“ и е единственият свещеник във флота от 5 кораба. През 1947 г. става първият католически свещеник, който стъпва на Антарктида, и ръководи първата по рода си религиозна служба на континента. По време на религиозната служба, проведена в палатка, той освещава Антарктика.